# بیشه (خوسف)
بیشه یک روستا در ایران است که در دهستان قلعه زری شهرستان خوسف واقع شده‌است. بیشه ۵۹ نفر جمعیت دارد.